# Геофізична ракета

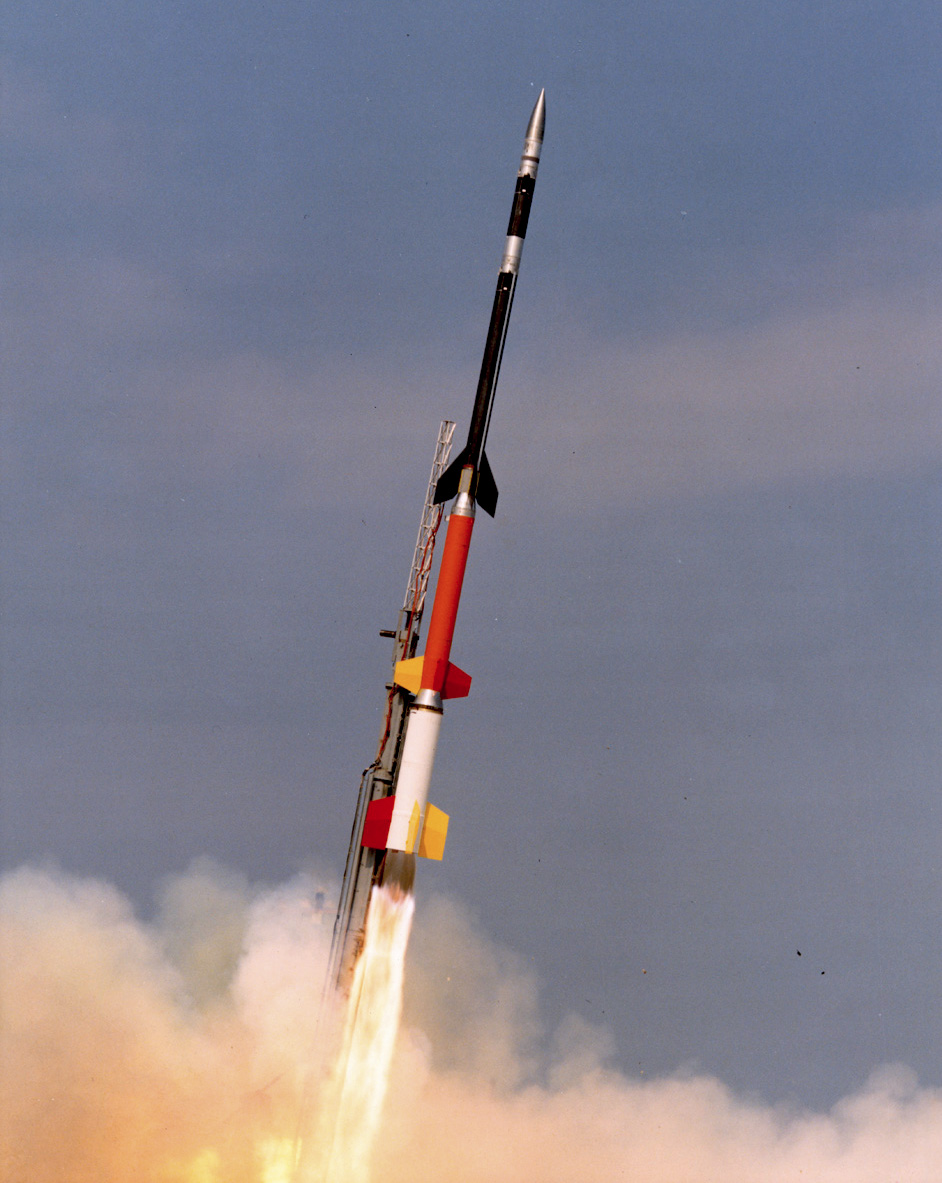
Ракета Black Brant XII

Геофізи́чна раке́та — безпілотна ракета, яка здійснює суборбітальний космічний політ і призначена для геофізичних, фізичних, астрофізичних, хімічних і медико-біологічних досліджень верхніх шарів атмосфери і прилеглого космосу. Висота апогею може становити від 100 до 1500 км. Ракети з висотою польоту менше 100 км зазвичай називають метеорологічними.
Конструкція дослідницької ракети включає один або кілька розгінних блоків і контейнер з апаратурою. Дані можуть передаватися по радіо або ж записуватися локально і вилучатися після приземлення контейнера з апаратурою (в цьому випадку він опускається на парашуті).

## Основні геофізичні ракети
- Р-1А
- Р-1Б
- Р-1В
- Р-1Е
- Р-1Д
- Р-2А
- Р-11А
- Р-5А
- Р-5Б
- Р-5В
- Вертикальный космический зонд
- Вертикаль (ракета)
- К65УП
- МР-12
- МР-20
- МН-300
- 1Я2ТА
- Aerobee
- Black Brant
- Skylark